# پیورسیرکل
پیورسیرکل (انگلیسی: PureCircle) شرکت صنایع غذایی بریتانیایی است، که در سال ۲۰۰۱ تأسیس شد.